# 塚本高正
塚本高正（つかもと たかまさ　1973年2月18日-）は、日本の建築家。ティーサイズ代表。大阪市生まれ。北海道を拠点に活躍する若手建築家のひとり。一級建築士。

## 略歴
- 1996年　北海道大学工学部建築工学科　卒業
- 2000年　北海道大学大学院工学研究科建築工学専攻修士課程　修了
- 1997年-2002年　株式会社都市設計研究所　所属
- 2002年-2004年　有限会社澪工房　所属
- 2004年　一級建築士事務所ティーサイズ　設立

## 主な作品
- あいすの家長沼本店
- 株式会社インサイト
- リビオ中島公園アルファタワー
- the bar nano.
- Le Venter
- Sapporo Sweets Cafe
- Restaurant SIO
- TOKUMITSU COFFEE Cafe & Beans
- benbeya
- 山中牧場 - ウェイバックマシン（2002年10月18日アーカイブ分）
- Anne Charlotte
- エリソン